# Pogorje Grampian
 Pogorje Grampian (škotskogelsko Am Monadh) je eno od treh glavnih gorskih verig na Škotskem, ki skupaj zavzemajo približno polovico Škotske. Drugi dve območju sta Severozahodno višavje in Južno višavje. Grampiansko območje se razteza od jugozahoda do severovzhoda med prelomoma Highland Boundary Fault in Great Glen. Pogorje vključuje številne najvišje gore na Britanskem otočju, vključno z Ben Nevisom (katerega vrh vsebuje najvišjo točko Britanskega otočja na 1345 m nadmorske višine) in Ben Macdui (katerega vrh vsebuje drugo najvišjo točko na 1309 m).
Številne reke in potoki izvirajo v pogorju Grampian, vključno s Tay, Spey, Cowie Water, Burn of Muchalls, Burn of Pheppie, Burn of Elsick, Cairnie Burn, Don, Dee in Esk. Območje je na splošno redko poseljeno.
Obstaja nekaj dvoumnosti glede obsega območja in do 19. stoletja so na splošno veljali za več kot eno območje, ki je vse tvorilo del širšega Škotskega višavja. Tega mnenja so mnogi še danes in nimajo enotnega imena v škotski gelščini ali dorskem narečju nižinske škotščine. V obeh jezikih se uporablja več imen. Ime Grampian je bilo uporabljeno v nazivih organizacij, ki pokrivajo dele Škotske severno od osrednjega pasu, vključno z nekdanjim lokalnim vladnim območjem regije Grampian (prevedeno v škotsko gelščino kot Roinn a' Mhonaidh), NHS Grampian in Grampian Television.

## Ime
Rimski zgodovinar Tacit je zapisal Mons Graupius kot mesto poraza domorodnih Kaledoncev s strani Gneja Julija Agrikola ok. 83 n. št.. Dejanska lokacija Mons Graupius, (element 'Graupius' je neznanega pomena), je predmet spora med zgodovinarji, čeprav večina daje prednost lokaciji znotraj pogorja Grampian, morda na Raedykes, Megray Hill ali Kempstone Hill. Črkovanje Graupius izhaja iz Codex Aesinas, srednjeveške kopije Tacitove Germanije, za katero se domneva, da je iz sredine 9. stoletja. Graupius je bil napačno preveden kot Grampius le v tiskani izdaji Tacitove Agricole iz leta 1476. Ime Grampians naj bi gorovje leta 1520 prvič uporabil škotski zgodovinar Hector Boece, priredba nepravilnega Mons Grampius. Tako ima serija svoje ime do danes zaradi napake pisca. V srednjem veku je bil ta kraj znan kot Mounth, ime pa se še vedno drži številnih geografskih značilnosti.

### Etimologija
Prvič zapisano kot Graupius leta 83 AD, izvor imena Grampians ni gotov. Ime je lahko britsko in predstavlja pokvarjeno obliko, od katere bi bilo pristno *Cripius, ki vsebuje *crip, kar pomeni 'greben' (prim. valižanščina crib).

## Obseg
Obstaja nekaj dvoumnosti glede obsega pogorja. Fenton Wyness, ki piše o Deesideu, v uvodu svoje knjige Royal Valley: The Story Of The Aberdeenshire Dee iz leta 1968 postavi severni rob Grampiansa na reko Dee:
... do sorazmerno nedavnega časa je bil Deeside izolirana in malo obiskana regija, razlog za to pa je obsežna gorska pregrada Grampian, ki se začne v nizkem območju na morski obali neposredno južno od Aberdeena in se dviga skozi različne vmesne višine, kot je npr. Cairn-mon-earn (1245 ft), Kerloch (1747 ft), Mount Battoch (2555 ft), Mount Keen (3007 ft), Lochnagar (3786 ft), Beinn a' Ghlo (3671 ft), do Beinn Dearg (3556 ft)— Fenton Wyness
Zdi se, da ta uvod nakazuje, da Wyness opredeljuje Grampians kot gorovje, ki poteka neposredno južno od Aberdeena proti zahodu do Beinn Dearga v gozdu Atholl. Podobno je Adam Watson, ko je opredeljeval obseg Cairngormov, posebej izključil območje južno od reke Dee in zapisal:
Druga glavna skupina hribov je dolga veriga, ki poteka od Drumochterja na zahodu skoraj do morja južno od Aberdeena. Številni zemljevidi in knjige so ga poimenovali 'grampians', a čeprav se morajo otroci tega naučiti v šoli, se tega ne učijo doma in nikjer se ne uporablja v lokalnem govoru. Nekateri izdelovalci zemljevidov so zadevo zamešali tako, da so 'Grampiane' natisnili tudi čez hribe Cairngorms in Strath Don!— Adam Watson
Zdi se, da tako Wyness kot Watson izključujeta Cairngorme iz Grampianov in jih obravnavata kot ločeno območje. V bistvu je Wynessova in Watsonova definicija Grampianov sinonim za Mount. Vendar pa je Robert Gordon, ki je pisal v 1650-ih, uporabil izraz Grampians za hribe na obeh straneh reke Dee in tako izrecno vključil Cairngorms znotraj območja.
Wyness in Watson oba iz Grampiansa izključujeta območja zahodno od prelaza Drumochter, vendar je Encyclopedia Britannica iz leta 1911 sprejela širšo definicijo, vključno z višavjem vse do Dunbartonshira na zahodu.

## Geologija
Pogorje Grampian je v glavnem sestavljeno iz metamorfnih in magmatskih kamnin. Gore so sestavljene iz granita, gnajsa, marmorja, skrilavcev in kvarcita.
Kvartarna poledenitev (<2,6 Ma) je močno erodirala regijo, ledeniški nanosi, kot je til, pa so večinoma tisti iz zadnje ledene dobe (< 20 Ka).

## Podskupine pogorij
Naslednja območja hribov in gora spadajo v splošno priznano definicijo Grampians, tj. ležijo med prelomnima linijama Highland in Great Glen:
- Cairngorms
- Monadh Liath
- Mounth
- Grey Corries
- Mamores
- Ben Alder
- gore Glen Coe in Glen Etive
- Black Mount
- Breadalbane Hills
- Trossachs
- Alpe Arrochar
- Cowal
- Otok Arran

## V literaturi
V priljubljeni igri Douglas iz leta 1756 se drugo dejanje začne z govorom, ki omenja Grampian Hills:
```
   Moje ime je Norval; na Grampian Hills
   Moj oče pase svoje črede; varčnež,
   Njegova nenehna skrb je bila povečati svojo trgovino.
   In obdržati njegovega edinca, mene, doma.
```

Govor je v 18. in 19. stoletju »zaživel samostojno življenje, neodvisno od igre, in postal splošno znan z javnimi recitacijami, poukom govora, šolskim učenjem na pamet in podobnim«. Govor (in s tem sklicevanje na Grampian Hills) mimogrede omenjajo Jane Austen, Charles Dickens in George Bernard Shaw.